# Magyarmecske
Magyarmecske ist eine ungarische Gemeinde im Kreis Sellye im Komitat Baranya.

## Sehenswürdigkeiten
- Meteoritenkrater (östlich von Magyarmecske)
- Reformierte Kirche, erbaut 1839
- Römisch-katholische Kapelle

## Verkehr
In Magyarmecske treffen die Landstraßen Nr. 5803 und Nr. 5805 aufeinander. Die Gemeinde ist über den vier Kilometer nördlich liegenden Bahnhof Gyöngyfa-Magyarmecske an die Eisenbahnstrecke Sellye–Szentlőrinc angebunden.